# Robert Stevenson (musicólogo)
Robert Stevenson (1916-2012) foi um musicólogo norte-americano.

## Biografia
Robert Murrell Stevenson (1916-2012) foi um musicólogo norte-americano. 
Estudou no College of Mines and Metallurgy da Universidade do Texas em El Paso (BA 1936), na Escola de Música da Juilliard School (curso de 1939), na Universidade de Yale (MM) e na Universidade de Rochester (PhD em composição 1942). 
Realizou mais estudos que o levaram à Universidade de Harvard (STB 1943), ao Princeton Theological Seminary (ThM 1949), e à Universidade de Oxford (BLitt 1954). Ensinou na Universidade do Texas, e no Westminster Choir College nos anos 40. Em 1949 tornou-se membro na Universidade da California em Los Angeles, onde leccionou até 1987.
Em 1992/1993 recebeu o Doutoramento Honoris Causa pela Universidade Nova de Lisboa.

## Obra Publicada
- Music in Mexico: a historical Survey, New York: Thomas Y. Crowell, 1952 (revisto, 1971).
- Patterns of Protestant church music, Duke University Press, 1953.
- La música en la Catedral de Sevilla 1478-1606, Los Angeles, 1954 (Versão espanhola editada pela Sociedad Española de Musicología-SEdeM em 1985).
- Music before the classic era: an introduction guide, Macmillan & Co. Ltd. Editors, 1955.
- Shakespeare´s religious frontier, The Hague: Martinus Nijhoff, 1958.
- Juan Bermudo, The Hague: Martinus Nijhoff, 1960.
- Spanish music in the age of Columbus, The Hague: Martinus Nijhoff, 1958 (revisto, 1960).
- The Music of Peru. Aboriginal and Viceroyal Epochs, Pan American Union, Washington, 1959.
- Spanish cathedral music in the Golden Age, University of California Press, 1961 (Versão espanhola: La música en las catedrales españolas del siglo de oro, tradução de María Dolores)
- Cebrián de Miguel and Amalia Correa Liró. (Revisto por Ismael Fernández de la Cuesta), Madrid, Alianza Editorial, 1993.
- Music in Aztec (and) Inca Territory, University of California Press, 1961 (revisto, 1968).
- Protestant Church Music in America, a short survey of men and movements from 1564 to the present, New York: W.W. Norton & Company, 1966.
- Portuguese music and musicians abroad (to 1650), Lima: Pacific Press, 1966.
- La Música en Quito, Arnahis, editors, 1968.
- Music in El Paso 1919-1939, University of Texas at El Paso, 1970.
- Renaissance and Baroque Musical Sources in the Americas, Washington: General Secretariat, Organization of American States, 1970.
- Foundations of the New World Opera: with a transcription of the earliest extant American opera, 1701, Lima: Pacific Press, 1973. (Versão espanhola: Torrejón y Velasco, Tomás de, La Purpura de la rosa, estudio preliminar y transcripción de la música, Lima: Instituto Nacional de Cultura, Biblioteca Nacional, 1976).
- Christmas Music from Baroque Mexico, University of California Press, 1974.
- Latin American Colonial Music Anthology, Washington: General Secretariat, Organization of American States, 1975.
- Vilancicos Portugueses, transcrição e estudo de Robert Stevenson, Portugaliae Musica, vol. XXIX, Lisboa, Fundação Calouste Gulbenkian, 1976.
- Caribbean Music History a Selective Annotated Bibliography with Musical Supplement, Gemini Graphics editors, 1981.
- Antologia de Polifonia Portuguesa: 1490-1680, transcrições de Robert Stevenson, Luís Pereira Leal e Manuel Morais; estudo de Robert Stevenson, Portugaliae Musica, vol. XXXVII, Lisboa, Fundação Calouste Gulbenkian, 1982.